# Kanovaren op de Olympische Zomerspelen 1924
Kanovaren is een van de sporten die beoefend werden tijdens de Olympische Zomerspelen 1924 in Parijs.
Het ging hierbij om een demonstratiesport. Er werden geen medailles toegekend.
Het Frans Olympische Comité, als gastheer van de Spelen, vroeg het Canadees Olympische Comité de kanosport te demonstreren in Parijs. Er werden wedstrijden georganiseerd tussen een team uit Canada en de Verenigde Staten. De onderdelen waren voor een-, twee- en vierpersoons vaartuigen met enkelbladige peddels (nu kano C1, C2 en C4) en dubbelbladige peddels (nu kajak K1, K2 en K4).

## Heren

### Dubbelbladige peddels

#### K1
| rang | sporter             | land |
| ---- | ------------------- | ---- |
| 1    | C. W. Havens        | USA  |
| 2    | Roy C. Nurse        | CAN  |
| 3    | Harry T. Knight Jr. | USA  |

#### K2
| rang | sporter                          | land |
| ---- | -------------------------------- | ---- |
| 1    | C. W. Havens Harry T. Knight Jr. | USA  |
| 2    | Roy C. Nurse G. M. Duncan        | CAN  |

#### K4
| rang | sporter                                                       | land |
| ---- | ------------------------------------------------------------- | ---- |
| 1    | J. F. Larcombe K. M. Knight C. W. Havens Harry T. Knight Jr.  | USA  |
| 2    | A. A. Lindsay Harry C. Greenshields G. M. Duncan Roy C. Nurse | CAN  |

### Enkelbladige peddels

#### C1
| rang | sporter               | land |
| ---- | --------------------- | ---- |
| 1    | Roy C. Nurse          | CAN  |
| 2    | Harry C. Greenshields | CAN  |
| 3    | A. A. Lindsay         | CAN  |

#### C2
| rang | sporter                             | land |
| ---- | ----------------------------------- | ---- |
| 1    | Harry C. Greenshields A. A. Lindsay | CAN  |
| 2    | Roy C. Nurse G. M. Duncan           | CAN  |
| 3    | C. W. Havens Harry T. Knight Jr.    | USA  |

#### C4
| rang | sporter                                                       | land |
| ---- | ------------------------------------------------------------- | ---- |
| 1    | A. A. Lindsay Harry C. Greenshields G. M. Duncan Roy C. Nurse | CAN  |
| 2    | J. F. Larcombe K. M. Knight C. W. Havens Harry T. Knight Jr.  | USA  |

Parijs 1924 (demonstratie) · 
Berlijn 1936 · 
Londen 1948 · 
Helsinki 1952 · 
Melbourne 1956 · 
Rome 1960 · 
Tokio 1964 · 
Mexico-stad 1968 · 
München 1972 · 
Montréal 1976 · 
Moskou 1980 · 
Los Angeles 1984 · 
Seoel 1988 · 
Barcelona 1992 · 
Atlanta 1996 · 
Sydney 2000 · 
Athene 2004 · 
Peking 2008 · 
Londen 2012 · 
Rio de Janeiro 2016 ·
Tokio 2020 ·
Parijs 2024 ·
Los Angeles 2028
Medaillewinnaars (slalom) · Medaillewinnaars (sprint)
Atletiek · Boksen · Gewichtheffen · Kanovaren (demonstratie) · Kunstwedstrijden · Moderne vijfkamp · Paardensport · Polo · Pelota (demonstratie) · Kunstwedstrijden · Roeien · Rugby · Schermen · Schietsport · Schoonspringen · Tennis · Turnen · Voetbal · Waterpolo · Wielersport · Worstelen · Zeilen · Zwemmen